# Robert M. White
Pour les articles homonymes, voir Robert White.
Robert M. White, surnommé Bob White, né le 13 février 1923 à Boston (Massachusetts, États-Unis) et mort le 14 octobre 2015 à Chevy Chase (Maryland), est un météorologue américain. Il est à la tête du Weather Bureau, de l'Environmental Science Services Administration puis de la National Oceanic and Atmospheric Administration de 1963 à 1977 et participe à ce titre au développement des satellites météorologiques et des modèles numériques de prévision météorologique.

## Biographie

### Jeunesse et études
Robert M. White naît le 13 février 1923 à Boston, dans le Massachusetts, enfant d'un couple dont l'époux a émigré de Russie et meurt alors que son fils a 8 ans, après quoi la famille, qui compte quatre enfants au total (dont l'un est Theodore H. White), vit dans une certaine pauvreté,.
Le jeune homme étudie la géologie à l'université Harvard, où il obtient un Bachelor's degree en 1944,. C'est durant cette période qu'il s'intéresse à la météorologie, à l'occasion d'un emploi d'été à l'observatoire météorologique de Blue Hill,, et il rejoint en 1944 l'American Meteorological Society.
Durant la Seconde Guerre mondiale, il rejoint l'United States Air Force comme officier météo. Après quoi il obtient au Massachusetts Institute of Technology un Master degree en 1949 et un doctorat en sciences l'année suivante, en météorologie.

### Carrière
Une fois diplômé, et jusqu'en 1959, Robert M. White travaille à l'Air Force Cambridge Research Laboratory,. Il est ensuite recruté par la société d'assurances Travelers, au sein de laquelle il dirige à partir de 1961 un centre de recherche en météorologie,.
Chercheur spécialisé en circulation atmosphérique et prévision météorologique, il quitte l'entreprise en 1963 lorsqu'il est nommé par le président John Fitzgerald Kennedy à la tête du Weather Bureau, en remplacement de Francis Reichelderfer,,. Lorsque cette administration fusionne avec l'United States Coast and Geodetic Survey pour constituer l'Environmental Science Services Administration (ESSA) en 1965, sous l'administration Johnson, il en prend la tête,.
Cinq ans plus tard, lorsque l'ESSA est remplacée par la National Oceanic and Atmospheric Administration (NOAA), Robert M. White, qui a participé à cette évolution, en devient le directeur et le demeure jusqu'en 1977 ; il a ainsi dirigé ces administrations sous cinq présidents différents. Il a participé au développement des satellites météorologiques et des modèles numériques de prévision météorologique,,,. Il a également contribué aux programmes de recherche de la veille météorologique mondiale, du Global Atmospheric Research Program (et à la mise en place du Programme mondial de recherches sur le climat à sa suite), du Global Weather Experiment ainsi qu'à l'International Decade of Ocean Exploration. De 1963 à 1978, White représente en outre son pays auprès de l'Organisation météorologique mondiale (OMM),.
De 1977 à 1980, il est membre du Conseil national de la recherche,. En 1979, il préside la Conférence mondiale sur le climat, première conférence internationale qui explore l'hypothèse d'un réchauffement climatique.
En 1980, le météorologue est nommé président l'University Corporation for Atmospheric Research (UCAR),,. Il prend la présidence de l'Académie nationale d'ingénierie en 1983, fonction qu'il occupe jusqu'en 1995,.

### Vie familiale et décès
Robert M. White est marié et a deux enfants — un garçon et une fille. Il meurt le 14 octobre 2015 à Chevy Chase, dans le Maryland, à l'âge de 92 ans, des suites de complications liées à la démence.

## Prix et distinctions
Le météorologue a reçu de son vivant de nombreux prix, parmi lesquels le Prix de l'Organisation météorologique internationale en 1980, et le Tyler Prize for Environmental Achievement en 1992.